# Wetmorella
 Wetmorella és un gènere de peixos de la família dels làbrids i de l'ordre dels perciformes.

## Taxonomia
- Wetmorella albofasciata (Schultz & Marshall, 1954)[1][2]
- Wetmorella nigropinnata (Seale, 1901)[3][2]
- Wetmorella tanakai (Randall & Kuiter, 2007)[4][5][6]